# Tracks of My Years
Tracks of My Years je dvanácté studiové album kanadského rockového hudebníka Bryana Adamse. Vydáno bylo 30. září 2014 prostřednictvím vydavatelství Polydor Records. Adams na něm přezpíval deset písní od jiných interpretů; jedná se především o skladby, které ho během jeho života oslovily a ovlivnily. Na desce se tak objevily skladby například od The Beatles, Raye Charlese, The Manhattans, Boba Dylana a dalších.

## Seznam skladeb
| Pořadí | Název                   | Autor                     | producent(i)              | Délka |
| ------ | ----------------------- | ------------------------- | ------------------------- | ----- |
| 1.     | Any Time at All         | Lennon/McCartney          | David Foster, Bryan Adams | 2:34  |
| 2.     | She Knows Me            | Bryan Adams, Jim Vallance | Foster, Adams             | 3:37  |
| 3.     | I Can't Stop Loving You | Don Gibson                | Foster, Adams             | 3:39  |
| 4.     | Kiss and Say Goodbye    | Winfred Lovett            | Bob Rock, Adams           | 3:10  |
| 5.     | Lay Lady Lay            | Bob Dylan                 | Foster, Adams             | 3:34  |
| 6.     | Rock and Roll Music     | Chuck Berry               | Rock, Adams               | 2:34  |
| 7.     | Down on the Corner      | John Fogerty              | Foster, Adams             | 2:39  |
| 8.     | Never My Love           | Don Addrisi, Dick Addrisi | Foster, Adams             | 3:17  |
| 9.     | Sunny                   | Bobby Hebb                | Foster, Adams             | 3:31  |
| 10.    | The Tracks of My Tears  | Robinson, Moore, Tarplin  | Foster, Adams             | 2:56  |
| 11.    | God Only Knows          | Brian Wilson, Tony Asher  | Foster, Adams             | 3:30  |

## Obsazení
- Bryan Adams – zpěv, kytara

Technická podpora
- David Foster – produkce
- Bob Rock – produkce